# Кан, Мария Иосифовна
Мари́я Ио́сифовна Кан (27 ноября 1926, Москва — 3 марта 2014, Москва) — советская и российская переводчица.

## Биография
Родилась в семье И. Л. Кана, заведующего кафедрой физиологии животных МГУ им. М. В. Ломоносова. Окончила 1-й Московский государственный педагогический институт иностранных языков в 1949. Член Союза писателей СССР (1979). Переводческой работой занимается с 1958. Автор многочисленных переводов англоязычных писателей (Дж. Остин, Р. Л. Стивенсон, Г. Уэллс, У. Фолкнер и других).
М. Кан переводила научно-популярную и библиографическую литературу, в частности, книги для серии «Жизнь замечательных людей»
Продолжатель традиции семинара И. А. Кашкина, много лет совместно с Е. Д. Калашниковой и М. Ф. Лорие руководила новым кашкинским семинаром. Президент созданного по её инициативе Общества англо-русских и русско-английских переводчиков. Организатор и участник международных встреч переводчиков.

## Переводы
- Инфельд Л. Эварист Галуа — избранник богов. — М., 1958.
- Стоун И. Моряк в седле: Биография Джека Лондона. — М., 1960.
- Пирсон Х. Диккенс. — М., 1963.
- Ирвин У. Обезьяны, ангелы и викторианцы. Дарвин, Гексли и эволюция. — М., 1973.
- Кан А. Радости и печали: Роман. — М., 1977.
- Пьюзо М. Крёстный отец: Роман. — М., 2006.
- Джейн Остин. Эмма